# Połpinskaja
Połpinskaja (ros. Полпинская) – węzłowa stacja kolejowa w miejscowości Briańsk, w obwodzie briańskim, w Rosji. Węzeł linii Moskwa – Briańsk – Kijów z linią do Smoleńska.

## Historia
Stacja powstała w XIX w. pomiędzy stacjami Batagowo i Briańsk.
Dawniej od stacji odchodziła ślepa linia do stacji Dudoriewo, we wsi Dudorowskij, zlikwidowana w XXI w.